# Cerastium afromontanum
Cerastium afromontanum là loài thực vật có hoa thuộc họ Cẩm chướng. Loài này được T.C.E.Fr. mô tả khoa học đầu tiên năm 1929.